# Music Mountain
Music Mountain est un sommet montagneux américain dans le comté de Garland, en Arkansas. Il culmine à 405 mètres d'altitude dans les montagnes Ouachita. Il est protégé au sein du parc national de Hot Springs, dont il est le point culminant.